# Convair Model 58-9
Il Convair Model 58-9 fu un aereo da trasporto supersonico proposto (ma mai realizzato) dalla Convair (una divisione della General Dynamics) agli inizi degli anni sessanta. Derivato dal Convair B-58 Hustler aveva una capacità prevista di 52 passeggeri ed una velocità di crociera superiore a Mach 2.

## Storia del progetto
Il Model 58-9 nasce come terza evoluzione di un progetto di aereo da trasporto supersonico basato sul disegno del bombardiere supersonico B-58 Hustler. Derivato dalla versione B-58C, un modello più grande dell'Hustler, il Model 58-9 sarebbe stato preceduto da un prototipo di B-58 allestito con un pod in grado di contenere cinque passeggeri come passaggio intermedio verso la realizzazione della versione da trasporto finale.
Proposto all'inizio del 1961, il Model 58-9 avrebbe ripreso il disegno delle ali del B-58C, su cui sarebbero state innestate una nuova fusoliera, più lunga del 50%, e una nuova coda; la cabina passeggeri prevedeva una configurazione a 52 posti Il peso massimo al decollo del Model 58-9 era previsto in 86 000 kg con una autonomia di 4 600 km alla velocità di crociera di Mach 2,4. La tabella dei lavori della Convair prevedeva, in caso di approvazione del progetto, il primo volo entro tre anni ed un successivo programma di diciotto mesi di prove di certificazione da compiersi utilizzando quattro prototipi.